# Bernardo Bonezzi
Bernardo Silvano Bonezzi Nahón (Madrid, 6 luglio 1964 – Madrid, 30 agosto 2012) è stato un compositore, musicista spagnolo.
È noto soprattutto per le frequenti collaborazioni con il regista Pedro Almodóvar, per le colonne sonore dei suoi film.

## Carriera
Bonezzi ha cominciato la sua carriera nei primi anni 80, come membro del gruppo "Los Zombies", noti soprattutto per la canzone "Groenlandia". La produzione musicale di questo gruppo e dello stesso Bonezzi ha caratterizzato la rinascita di Madrid, nel periodo immediatamente successivo alla caduta della dittatura franchista. Nel 1982 collabora per la prima volta con Almodóvar per la colonna sonora del film Labirinto di Passioni. Dopo questo debutto ha firmato la colonna sonora della maggior parte dei film del regista spagnolo.
Nel 1996 ha vinto il Premio Goya per la miglior colonna sonora originale per il film Nessuno parlerà di noi; aveva già ottenuto due candidature al medesimo premio, rispettivamente per Donne sull'orlo di una crisi di nervi e Tutto per la pasta.

## Filmografia
- Labirinto di Passioni (1982)
- Cosa ho fatto per meritarmi questo? (1984)[5]
- Matador (1986)
- La legge del desiderio (1987)
- Donne sull'orlo di una crisi di nervi  (1988)
- Legami (1989)
- Hola, ¿estás sola? (1995)